# Арсенал (мини-футбольный клуб)
МФК «Арсенал» — российский мини-футбольный клуб из Перми. Основан в 2002 году. С сезона 2010/11 играет в Высшей лиге, втором дивизионе в структуре российского мини-футбола.

## История
Клуб основан в 2002 году. В сезоне 2004/05 «Арсенал» впервые участвовал в чемпионате Пермской области, а годом позже дебютировал во второй лиге российского первенства. Уже в своём дебютном сезоне канониры добились повышения в классе.
В первой лиге пермяки провели четыре сезона, пока второе место не позволило им добиться повышения в классе. Сезон 2010/11 они начали в Высшей лиге, втором дивизионе в структуре российского мини-футбола.

## Выступления в Чемпионатах России
| Сезон     | Лига              | Занятое Место |
| --------- | ----------------- | ------------- |
| 2005-2006 | Вторая Лига (IV)  | 2             |
| 2006-2007 | Первая Лига (III) | 12            |
| 2007-2008 | Первая Лига (III) | 4             |
| 2008-2009 | Первая Лига (III) | 5             |
| 2009-2010 | Первая Лига (III) | 2             |
| 2010-2011 | Высшая Лига (II)  | 5             |
| 2011-2012 | Высшая Лига (II)  | 7             |